# Wereldkampioenschappen schaatsen afstanden 2021 - Massastart mannen
De massastart mannen op de wereldkampioenschappen schaatsen afstanden 2021 werd gereden op zaterdag 13 februari 2021 in het ijsstadion Thialf in Heerenveen, Nederland.
Titelverdediger was Jorrit Bergsma. Joey Mantia won na 2017 en 2019 zijn derde wereldtitel. Hij klopte Arjan Stroetinga en Bart Swings in de sprint.

## Uitslag
| #      | Schaatser          | Land                  | Ronden | Spr. 1 | Spr. 2 | Spr. 3 | Eindsprint | Punten | Tijd    |
| ------ | ------------------ | --------------------- | ------ | ------ | ------ | ------ | ---------- | ------ | ------- |
| Goud   | Joey Mantia        | Verenigde Staten      | 16     |        |        |        | 60         | 60     | 7.32,47 |
| Zilver | Arjan Stroetinga   | Nederland             | 16     |        |        |        | 40         | 40     | 7.32,77 |
| Brons  | Bart Swings        | België                | 16     |        |        | 1      | 20         | 21     | 7.32,83 |
| 4      | Jordan Belchos     | Canada                | 16     |        |        |        | 10         | 10     | 7.33,07 |
| 5      | Peter Michael      | Nieuw-Zeeland         | 16     | 3      | 3      | 3      |            | 9      | 7.47,08 |
| 6      | Livio Wenger       | Zwitserland           | 16     |        |        |        | 6          | 6      | 7.33,15 |
| 7      | Jorrit Bergsma     | Nederland             | 16     | 1      | 1      | 2      |            | 4      | 7.34,41 |
| 8      | Artur Janicki      | Polen                 | 16     | 2      | 2      |        |            | 4      | 7.52,46 |
| 9      | Danila Semerikov   | Russian Skating Union | 16     |        |        |        | 3          | 3      | 7.34,02 |
| 10     | Gabriel Odor       | Oostenrijk            | 16     |        |        |        |            | 0      | 7.34,59 |
| 11     | Andrea Giovannini  | Italië                | 16     |        |        |        |            | 0      | 7.36,08 |
| 12     | Stefan Due Schmidt | Denemarken            | 16     |        |        |        |            | 0      | 7.40,27 |
| 13     | Haralds Silovs     | Letland               | 16     |        |        |        |            | 0      | 7.45,82 |
| 14     | Kierryn Hughes     | Nieuw-Zeeland         | 16     |        |        |        |            | 0      | 7.46,45 |
| 15     | Roeslan Zacharov   | Russian Skating Union | 16     |        |        |        |            | 0      | 8.11,33 |
| 16     | Kristian Ulekleiv  | Noorwegen             | 16     |        |        |        |            | 0      | 8.23,62 |

2015 · 
2016 · 
2017 ·
2019 ·
2020 ·
2021 ·
2023 ·
2024 ·
2025